# I-361 (tàu ngầm Nhật)
I-361 là một tàu ngầm vận tải, chiếc dẫn đầu của lớp Type D1 được Hải quân Đế quốc Nhật Bản chế tạo vào giai đoạn cuối Chiến tranh Thế giới thứ hai. Nhập biên chế năm 1944, nó tiến hành các nhiệm vụ vận tải giữa Nhật Bản và đảo Wake cho đến khi được cải biến thành tàu ngầm mẹ mang ngư lôi tự sát Kaiten vào năm 1945. Ngay trong nhiệm vụ Kaiten đầu tiên, I-361 bị máy bay TBF Avenger xuất phát từ tàu sân bay hộ tống USS Anzio đánh chìm tại khu vực Okinawa vào ngày 31 tháng 5, 1945.

## Thiết kế và chế tạo

### Thiết kế
Tàu ngầm Type D là một kiểu tàu ngầm vận tải, được thiết kế dựa trên chiếc U-155 Deutschland của Hải quân Đế quốc Đức trong Thế Chiến I. Chúng có trọng lượng choán nước 1.808 tấn (1.779 tấn Anh) khi nổi và 2.251 tấn (2.215 tấn Anh) khi lặn, lườn tàu có chiều dài 73,5 m (241 ft 2 in), mạn tàu rộng 8,9 m (29 ft 2 in) và mớn nước sâu 4,46 m (14 ft 8 in). Con tàu có thể lặn sâu đến 75 m (246 ft), và có khả năng vận chuyển 85 tấn hàng hóa cùng mang theo hai xuồng đổ bộ Daihatsu.
Tàu ngầm Type D1 được trang bị hai động cơ diesel Kampon Mk.23B Model 8 tổng công suất 1.850 mã lực phanh (1.380 kW), mỗi chiếc vận hành một trục chân vịt. Khi lặn, mỗi trục được vận hành bởi một động cơ điện công suất 600 mã lực (447 kW). Khi di chuyển trên mặt nước nó đạt tốc độ tối đa 13 hải lý trên giờ (24 km/h; 15 mph) và 6,5 hải lý trên giờ (12,0 km/h; 7,5 mph) khi lặn dưới nước, tầm xa hoạt động của Type D1 là 15.000 hải lý (28.000 km; 17.000 mi) ở tốc độ 10 hải lý trên giờ (19 km/h; 12 mph), và có thể lặn xa 120 nmi (220 km; 140 mi) ở tốc độ 3 hải lý trên giờ (5,6 km/h; 3,5 mph).
Type D1 thoạt tiên không được trang bị các ống phóng ngư lôi, nhưng do đòi hỏi mạnh mẽ từ các chỉ huy tiền phương, ít nhất các chiếc I-361, I-363 và I-369 được trang bị hai ống phóng phía mũi cùng hai ngư lôi Type 95 53,3 cm (21,0 in) để tự vệ. Vũ khí trên boong tàu bao gồm một khẩu hải pháo 14 cm (5,5 in), cùng một pháo phòng không 25 mm Type 96 nòng đôi. Những chiếc còn sống sót vào đầu năm 1945 được cải biến để mang theo tối đa năm ngư lôi tự sát Kaiten.

### Chế tạo
I-361 được đặt lườn như là chiếc Tàu ngầm số 5461 tại Xưởng vũ khí Hải quân Kure ớ Kure, Hiroshima vào ngày 16 tháng 2, 1943. Nó được đổi tên thành I-361 vào ngày 20 tháng 10, 1943 trước khi được hạ thủy vào ngày 30 tháng 10, 1943. Con tàu hoàn tất và nhập biên chế vào ngày 25 tháng 5, 1944, dưới quyền chỉ huy của Đại úy Hải quân Okayama Noburo.

## Lịch sử hoạt động

### 1944
Sau khi nhập biên chế, I-361 được phối thuộc cùng Quân khu Hải quân Yokosuka, và được điều về Hải đội Tàu ngầm 11 để chạy thử máy huấn luyện, và sau khi hoàn tất nó được điều sang Hải đội Tàu ngầm 7 từ ngày 15 tháng 8, 1944.
Xuất phát từ Yokosuka vào ngày 23 tháng 8, I-361 thực hiện chuyến đi vận tải đầu tiên, đi đến đảo Wake vào ngày 7 tháng 9. Sau khi chất dỡ 70 tấn tiếp liệu rồi đón lên tàu 30 hành khách, nó lập tức khởi hành cho chặng quay trở về, đi đến Yokosuka vào ngày 17 tháng 9. Đang khi ở lại Nhật Bản, chiếc tàu ngầm gặp tai nạn mắc cạn vào ngày 4 tháng 10.
I-361 lại khởi hành từ Yokosuka vào ngày 17 tháng 10 cho chuyến đi vận tải thứ hai, và đi đến đảo Wake vào ngày 29 tháng 10. Nó cho chất dỡ 65 tấn đạn dược rồi đón lên tàu năm hành khách để vận chuyển trở về Nhật Bản. Chiếc tàu ngầm lên đường ngay ngày hôm đó cho chặng quay trở về Yokosuka, đến nơi vào ngày 9 tháng 11.
Vào ngày 9 tháng 1, 1945, I-361 bắt đầu chuyến đi vận tải thứ ba, tiếp tục hướng đến đảo Wake quen thuộc. Đến nơi vào ngày 22 tháng 1, nó chất dỡ hàng hóa và đón những hành khách lên tàu, rồi lên đường cho chặng quay trở về cùng ngày hôm đó. Nó về đến Yokosuka vào ngày 7 tháng 2.

#### Tàu ngầm chở ngư lôiKaiten
Khi quay trở về Nhật Bản, I-361 được chọn để cải biến từ một tàu ngầm vận tải thành một tàu ngầm "mẹ" mang ngư lôi tự sát Kaiten. Việc cải biến bao gồm tháo dỡ khẩu hải pháo 14 cm (5,5 in) cùng các xuồng đổ bộ Daihatsu, và lắp đặt các bộ gá để chở được năm ngư lôi trên boong tàu. Hải đội Tàu ngầm 7 được giải thể từ ngày 20 tháng 3, và I-361 được điều sang Đội tàu ngầm 15.
Từ ngày 26 đến ngày 29 tháng 3, lực lượng Hoa Kỳ bắt đầu chiếm các căn cứ tiền phương và nơi neo đậu tại quần đảo Kerama về phía Tây Nam Okinawa, và Trận Okinawa chính thức bắt đầu vào ngày 1 tháng 4 khi lực lượng Hoa Kỳ đổ bộ lên chính đảo Okinawa. Đến ngày 24 tháng 5, I-361 được phối thuộc cùng Đội Kaiten Todoroki cùng với các tàu ngầm I-36, I-165  và I-363. Với năm ngư lôi Kaiten trên tàu, nó xuất phát từ căn cứ Kaiten tại Hikari trong ngày hôm đó để hướng sang vùng biển Đông Nam Okinawa.

#### Bị mất
Vào ngày 28 tháng 5, một tàu quét mìn Hải quân Hoa Kỳ đã phát hiện I-361. Nó báo động cho tàu sân bay hộ tống USS Anzio cùng bốn tàu hộ tống khu trục trong thành phần hộ tống cho Anzio. Lực lượng này đã đi đến hiện trường, nơi Anzio cho phóng các máy bay tuần tra thuộc Liên đội Hỗn hợp VC-13 của nó để bắt đầu tham gia việc tìm kiếm đối phương.
Đến 04 giờ 36 phút ngày 31 tháng 5, một máy bay ném bom-ngư lôi TBM-1C Avenger thuộc VC-13 phát hiện qua radar chiếc tàu ngầm đang đi trên mặt nước ở vị trí 400 nmi (740 km) về phía Đông Nam Okinawa. Băng qua một tầng mây, chiếc Avenger nhìn thấy I-361 ở khoảng cách 6.000 thước Anh (5,5 km), nhận định nhầm mục tiêu là một tàu ngầm lớp I-16 nhưng không có hải pháo trên boong và không nhìn thấy ngư lôi Kaiten trên sàn tàu. Chiếc Avenger phóng bốn quả rocket tấn công I-361, tin rằng đã trúng đích được hai quả, và mục tiêu lặn khẩn cấp để ẩn nấp.  Chiếc Avenger sau đó thả các phao sonar theo dõi đồng thời phóng một quả ngư lôi Mark 24 "Fido". Quả ngư lôi dò âm đã đánh trúng chân vịt chiếc tàu ngầm đang lặn dưới nước. Tàu hộ tống khu trục USS Oliver Mitchell, lúc đó còn đang cách địa điểm 15 nmi (28 km), cảm nhận một vụ nổ lớn dưới nước, và khi cùng chiếc USS Tabberer đi đến hiện trường, họ nhìn thấy một mảng dầu loang lớn cùng cùng nhiều mảnh vỡ. Điều này xác nhận I-361 đã bị đánh chìm tại tọa độ 20°22′B 134°09′Đ / 20,367°B 134,15°Đ với tổn thất toàn bộ 81 người trên tàu, gồm 76 thành viên thủy thủ đoàn và năm hoa tiêu Kaiten.
Đến ngày 25 tháng 6, Hải quân Nhật Bản công bố I-361 có thể đã bị mất tại khu vực Đông Nam Okinawa với tổn thất toàn bộ thành viên thủy thủ đoàn. Tên nó được cho rút khỏi đăng bạ hải quân vào ngày 10 tháng 8, 1945.